# Пихлер, Вальтер
Ва́льтер Гео́рг Пи́хлер (нем. Walter Georg Pichler; род. 23 октября 1959, Бад-Райхенхалль, Бавария) — немецкий биатлонист, бронзовый призёр Олимпийских игр 1984 года и чемпионата мира в эстафете. Главный тренер сборной Великобритании по биатлону.

## Карьера спортсмена
Занимался биатлоном в Рупольдинге. Несколько лет входил в сборную ФРГ и соревновался на этапах Кубка мира по биатлону. Принимал участие в четырёх чемпионатах мира по биатлону, а также на Олимпиаде в Сараево. В 1986 году на чемпионате ФРГ выиграл спринтерскую гонку. В 1980 году стал чемпионом мира среди юниоров в эстафете.

## Тренерская карьера
После окончания карьеры Вальтер Пихлер стал тренером. В 1989 году стал работать в сборной США, затем — в Баварском союзе биатлонистов с юниорами. С 2008 года он возглавляет сборную Великобритании по биатлону. Под его руководством британские биатлонисты регулярно принимают участие на этапах Кубка мира, а также проходят отбор на участие в Чемпионатах мира и Олимпийских играх.

## Семья
Его двоюродными братьями являются известный немецкий биатлонный тренер Вольфганг Пихлер и мэр города Рупольдинг Клаус Пихлер.